# ブック宮丸
ブック宮丸（ブックみやまる）は、石川県を中心に展開している日本の書店。1948年創業。

## 店舗

### 現在
- 金沢南店：金沢市八日市1丁目694
- エムザ店：金沢市武蔵町15-1（金沢エムザ地下1階）

### 過去
- ムサシ店：金沢市下堤町34（2009年に閉店、エムザ店へと移転）
- 片町店：金沢市片町1丁目6-16（閉店時期不明）
- 笠市店：金沢市安江19-4（2013年6月ごろ閉店）
- コミックハウス：金沢市安江町19-4（笠市店と同時に閉店）
- 金沢北店：金沢市諸江町上丁446

他、アニメイトの進出前はフランチャイズとしてコミックハウス近隣でアニメ関連商品の販売店「アニメイト金沢（初代）」を運営しており、金沢市内に直営店が進出後も数年間営業していた。そのため、アニメイトが金沢市内に2店舗存在していたことがあり、直営店を「金沢竪町店」として区別していた。その後、直営店が移転に合わせて改称し「アニメイト金沢（2代目）」として営業している。また、金沢南店開店当初もアニメコーナーを併設していた。